# Gmina Egedal
Gmina Egedal (duń. Egedal Kommune) – gmina w Danii w regionie Stołecznym.
Gmina powstała w 2007 roku na mocy reformy administracyjnej z połączenia gmin Ledøje-Smørum, Stenløse i Ølstykke.
Siedzibą gminy jest miasto Stenløse.